# Coiffaitarctia
Coiffaitarctia is een geslacht van vlinders van de familie spinneruilen (Erebidae), uit de onderfamilie Arctiinae.

## Soorten
- C. basalis Rothschild, 1909
- C. henrici de Toulgoët, 1990
- C. ockendeni Rothschild, 1909
- C. steniptera Hampson, 1905